# Fussballklub Chur 97
Il Fussballklub Chur 97 è una società calcistica svizzera, con sede a Coira, capitale del Canton Grigioni. È nata nel 1997 dalla fusione fra le squadre F.C. Chur, F.C. Neustadt e S.C. Grischuna. Il club vanta 6 partecipazioni consecutive alla Serie B, tra la stagione 1987-1988 e la 1992-1993, durante le quali ha partecipato a 2 play-off per la promozione in massima serie.
Attualmente milita nella Seconda Lega interregionale, campionato di quinto livello del calcio svizzero.

## Palmarès

### Competizioni nazionali
- Seconda Lega interregionale: 1

2008-2009 (gruppo 5)

### Altri piazzamenti
- Seconda Lega interregionale:

Terzo posto: 2007-2008 (gruppo 5)